# Eddie Lyons
Eddie Lyons (Beardstown, 25 novembre 1886 – Pasadena, 30 agosto 1926) è stato un attore, regista, sceneggiatore,  produttore cinematografico statunitense all'epoca del muto.
Cineasta prolifico, da attore girò quasi quattrocento pellicole; diresse 155 film, ne sceneggiò 93 e ne produsse 41.
Viene ricordato soprattutto in coppia con Lee Moran, con il quale scrisse, diresse e interpretò numerosi film. Fu uno dei fondatori della Motion Picture Directors Association (18 luglio 1915).

## Biografia
Nato nell'Illinois, a Beardstown, il 25 novembre 1886, intraprese la carriera di attore nel vaudeville, lo stesso tipo di spettacolo in cui si formò anche Lee Moran, quello che, in seguito, sarebbe diventato partner di Lyons in una lunga serie di lavori per il cinema. I due formarono una delle prime coppie di comici del cinema muto, una delle più longeve dell'epoca e tra le più popolari, che restò unita per più di un lustro, dal 1915 al 1920. Lyons lavorò spesso anche con la moglie, l'attrice Virginia Kirtley (1888-1956), che sposò nel 1917.
Dopo la separazione da Moran, Lyons continuò a lavorare da solo, producendo i proprî film. Morì improvvisamente il 30 agosto 1926 a Pasadena, all'età di 39 anni, a causa di un'appendicite.

## Filmografia

### Attore (parziale)

#### 1911
- The Villain Foiled, regia di Henry Lehrman e Mack Sennett – cortometraggio (1911)
- Trailing the Counterfeiter, regia di Mack Sennett – cortometraggio (1911)
- Percy, the Masher – cortometraggio

#### 1912
- All a Mistake, regia di Francis J. Grandon – cortometraggio (1912)
- Mrs. Matthews, Dressmaker, regia di F.J. Grandon (Francis J. Grandon) – cortometraggio (1912)
- The Call of the Drum, regia di Francis J. Grandon – cortometraggio (1912)
- Better Than Gold – cortometraggio
- The Tankville Constable, regia di Francis J. Grandon – cortometraggio (1912)
- Squnk City Fire Company, regia di Francis J. Grandon – cortometraggio (1912)
- Where Paths Meet, regia di Farrell MacDonald – cortometraggio (J. Farrell MacDonald) (1912)
- The Dove and the Serpent, regia di Francis J. Grandon – cortometraggio (1912)
- False to Both – cortometraggio
- A Melodrama of Yesterday, regia di F.J. Grandon (Francis J. Grandon) – cortometraggio (1912)
- Jim's Atonement, regia di Edward LeSaint – cortometraggio (1912)
- Henpecked Ike, regia di Edward J. Le Saint – cortometraggio (1912)
- The Thirst for Gold, regia di Edward J. Le Saint – cortometraggio (1912)
- Nothing Shall Be Hidden, regia di Harry A. Pollard – cortometraggio (1912)
- Love, War and a Bonnet – cortometraggio
- The Parson and the Medicine Man, regia di Edward J. Le Saint (Edward LeSaint) – cortometraggio (1912)
- Big Hearted Sim – cortometraggio
- Lem's Hot Chocolate – cortometraggio
- Those Lovesick Cowboys, regia di Al Christie – cortometraggio (1912)
- Percy, the Bandit, regia di Al Christie – cortometraggio (1912)
- Hearts and Skirts, regia di Al Christie – cortometraggio (1912)
- Her Friend, the Doctor, regia di Al Christie – cortometraggio (1912)
- The Lady Barber of Roaring Gulch, regia di Al Christie – cortometraggio (1912)
- Making a Man of Her, regia di Al Christie – cortometraggio (1912)
- Sharps and Chaps, regia di Al Christie – cortometraggio (1912)
- The Shanghaied Cowboys, regia di Al Christie – cortometraggio (1912)
- Almost a Suicide – cortometraggio (1912)

#### 1913
- Cupid's Assistants, regia di Al Christie – cortometraggio (1913)
- When a Man Marries, regia di Al Christie – cortometraggio (1913)
- His Friend, Jimmie – cortometraggio (1913)
- The Country Cousin, regia di Al Christie – cortometraggio (1913)
- Her Hero's Predicament, regia di Al Christie – cortometraggio (1913)
- On Cupid's Highway, regia di Al Christie – cortometraggio (1913)
- A Mix-Up in Bandits, regia di Al Christie – cortometraggio (1913)
- The Knight of Her Dreams, regia di Al Christie – cortometraggio (1913)
- Aladdin's Awakening – cortometraggio (1913)
- Professional Jealousy, regia di Al Christie – cortometraggio (1913)
- To the Brave Belong the Fair, regia di Al Christie – cortometraggio (1913)
- Four Queens and a Jack, regia di Al Christie – cortometraggio (1913)
- When His Courage Failed, regia di Al Christie – cortometraggio (1913)
- The Tale of a Hat, regia di Al Christie – cortometraggio (1913)
- Their Lucky Day, regia di Al Christie – cortometraggio (1913)
- His Friend, the Undertaker, regia di Al Christie – cortometraggio (1913)
- The Girls and Dad, regia di Al Christie – cortometraggio (1913)
- Almost a Rescue, regia di Al Christie – cortometraggio (1913)
- Hawkeye to the Rescue, regia di Al Christie – cortometraggio (1913)
- Some Runner, regia di Al Christie – cortometraggio (1913)
- The Battle of Bull Con, regia di Al Christie – cortometraggio (1913)
- His Crazy Job, regia di Al Christie – cortometraggio (1913)
- Hawkeye's Great Capture, regia di Al Christie – cortometraggio (1913)
- Curses! Said the Villain, regia di Al Christie – cortometraggio (1913)
- His Wife's Burglar, regia di Al Christie – cortometraggio (1913)
- Love, Luck and a Paint Brush, regia di Al Christie – cortometraggio (1913)
- The Golden Princess Mine, regia di Al Christie – cortometraggio (1913)
- An Elephant on His Hands, regia di Al Christie – cortometraggio (1913)
- When He Lost to Win, regia di Al Christie – cortometraggio (1913)
- The Brothers, regia di Donald MacDonald – cortometraggio (1913)
- Locked Out at Twelve, regia di Al Christie – cortometraggio (1913)
- Her Friend, the Butler, regia di Al Christie – cortometraggio (1913)
- Teaching Dad a Lesson, regia di Al E. Christie – cortometraggio (1913)
- His Faithful Servant, regia di Otis Turner – cortometraggio (1913)

#### 1914
- And the Villain Still Pursued Her, regia di Al Christie – cortometraggio (1914)
- When Ursus Threw the Bull – cortometraggio (1914)
- Cupid's Close Shave, regia di Al Christie – cortometraggio (1914)
- Snobbery, regia di Al Christie – cortometraggio (1914)
- Twixt Love and Flour, regia di Al Christie – cortometraggio (1914)
- His Royal Pants, regia di Al Christie – cortometraggio (1914)
- Scooped by a Hencoop, regia di Al Christie – cortometraggio (1914)
- One of the Finest, regia di Al Christie – cortometraggio (1914)
- She Was Only a Working Girl, regia di Al Christie – cortometraggio (1914)
- What a Baby Did, regia di Al Christie – cortometraggio (1914)
- Those Persistent Old Maids, regia di Al Christie – cortometraggio (1914)
- The Wrong Miss Wright, regia di Al Christie – cortometraggio (1914)
- Such a Villain, regia di Al Christie – cortometraggio (1914)
- The Man Who Slept, regia di Lois Weber – cortometraggio (1914)
- Her Moonshine Lover, regia di Al Christie – cortometraggio (1914)
- When the Girls Joined the Force, regia di Al Christie – cortometraggio (1914)
- Their Honeymoon, regia di Al Christie – cortometraggio (1914)
- Her Husbands – cortometraggio (1914)
- His Strenuous Honeymoon, regia di Al Christie – cortometraggio (1914)
- Could You Blame Her, regia di Al Christie – cortometraggio (1914)
- Captain Bill's Warm Reception, regia di Al Christie – cortometraggio (1914)

- Those College Days, regia di Al Christie – cortometraggio (1914)
- When Eddie Went to the Front, regia di Al Christie – cortometraggio (1914)
- By the Sun's Rays, regia di Charles Giblyn – cortometraggio (1914)
- All at Sea, regia di Al Christie – cortometraggio (1914)
- Detective Dan Cupid, regia di Al Christie – cortometraggio (1914)
- On Rugged Shores, regia di Al Christie – cortometraggio (1914)
- A Lucky Deception, regia di Al Christie – cortometraggio (1914)
- A Baby Did It, regia di Al Christie – cortometraggio (1914)
- Feeding the Kitty, regia di Al Christie – cortometraggio (1914)
- A Troublesome Wink, regia di Al Christie – cortometraggio (1914)
- Fruits and Flowers, regia di Al Christie – cortometraggio (1914)
- Out of the Frying Pan, regia di Al Christie – cortometraggio (1914)
- He Never Said a Word, regia di Al Christie – cortometraggio (1914)

- The Way of Life, regia di Al Christie – cortometraggio (1914)
- Cupid Pulls a Tooth, regia di Al Christie – cortometraggio (1914)
- Those Were the Happy Days, regia di Al Christie – cortometraggio (1914)
- When the Girls Were Shanghaied, regia di Al Christie – cortometraggio (1914)
- When Their Brides Got Mixed, regia di Al Christie – cortometraggio (1914)
- In Taxi 23, regia di Al Christie – cortometraggio (1914)
- When Lizzie Got Her Polish, regia di Al Christie – cortometraggio (1914)
- Their Ups and Downs, regia di Al Christie – cortometraggio (1914)
- His Dog-Gone Luck – cortometraggio (1914)
- Who Stole the Bridegroom?, regia di Al Christie – cortometraggio (1914)

#### 1915
- For the Good of the Cause, regia di Al Christie – cortometraggio (1915)
- When the Mummy Cried for Help, regia di Al Christie e Horace Davey  – cortometraggio (1915)
- When Cupid Caught a Thief, regia di Al E. Christie – cortometraggio (1915)
- When the Deacon Swore, regia di Al E. Christie – cortometraggio (1915)
- When Eddie Took a Bath, regia di Al E. Christie – cortometraggio (1915)
- Jed's Little Elopement, regia di Al Christie – cortometraggio (1915)
- All Over the Biscuits – cortometraggio (1915)
- Lizzie's Dizzy Career, regia di Horace Davey e Eddie Lyons – cortometraggio (1915)
- All Aboard, regia di Al Christie – cortometraggio (1915)
- How Doctor Cupid Won Out, regia di Al Christie – cortometraggio (1915)
- Nellie the Pride of the Fire House – cortometraggio (1915)
- When He Proposed, regia di Horace Davey – cortometraggio (1915)
- A Coat's a Coat, regia di Horace Davey – cortometraggio (1915)
- A Mix-up at Maxim's, regia di Horace Davey – cortometraggio (1915)
- They Were on Their Honeymoon, regia di Eddie Lyons – cortometraggio (1915)
- In a Jackpot, regia di Eddie Lyons – cortometraggio (1915)
- Eddie's Little Nightmare, regia di Eddie Lyons – cortometraggio (1915)
- Eddie's Awful Predicament , regia di Al Christie – cortometraggio (1915)
- Two Hearts and a Ship, regia di Al Christie – cortometraggio (1915)
- Her Friend, the Milkman, regia di Eddie Lyons – cortometraggio (1915)
- Almost a King, regia di Al Christie – cortometraggio (1915)
- Wanted... A Chaperone, regia di Eddie Lyons – cortometraggio (1915)
- He Fell in the Park, regia di Eddie Lyons – cortometraggio (1915)
- They Were Heroes, regia di Al Christie – cortometraggio (1915)
- When Her Idol Fell, regia di Al Christie – cortometraggio (1915)
- When They Were Co-Eds, regia di Al Christie – cortometraggio (1915)
- The Downfall of Potts, regia di Al Christie – cortometraggio (1915)
- A Peach and a Pair, regia di Al Christie – cortometraggio (1915)
- When the Spirits Moved, regia di Al Christie – cortometraggio (1915)
- Lizzie Breaks Into the Harem, regia di Al Christie – cortometraggio (1915)
- Her Rustic Hero
- The Rise and Fall of Officer 13
- Little Egypt Malone
- Lost: Three Teeth, regia di Al Christie – cortometraggio (1915)
- Tony, the Wop
- Mrs. Plum's Pudding
- His Egyptian Affinity
- Lizzie and the Beauty Contest
- Their Happy Honeymoon
- Too Many Smiths
- When Lizzie Went to Sea
- Snatched from the Altar
- Eddie's Little Love Affair
- Some Fixer
- Almost a Knockout
- An Heiress for Two
- Wanted: A Leading Lady
- Their Quiet Honeymoon
- Where the Heather Blooms
- Love and a Savage
- Some Chaperone

#### 1916
- Jed's Trip to the Fair
- Mingling Spirits
- When Aunt Matilda Fell
- A Quiet Supper for Four, regia di Al Christie – cortometraggio (1916)
- When the Losers Won
- Her Friend, the Doctor, regia di Al Christie – cortometraggio (1916)
- Cupid Trims His Lordship, regia di Al Christie – cortometraggio (1916)
- When Lizzie Disappeared
- The Deacon's Waterloo
- The Deacon's Waterloo
- A Friend, But a Star Boarder
- A Leap Year Tangle
- Eddie's Night Out
- The Newlyweds' Mix-Up
- Lem's College Career
- Potts Bungles Again
- He's a Devil
- Her Celluloid Hero
- All Over a Stocking
- Never Again Eddie!
- Their Awful Predicament
- Almost a Widow, regia di Horace Davey – cortometraggio (1916)
- What Could the Poor Girl Do?
- Double Crossing the Dean
- Kill the Umpire, regia di Eddie Lyons e Lee Moran – cortometraggio (1916)
- Art for Art's Sake, regia di Eddie Lyons e Lee Moran – cortometraggio (1916)
- Caught with the Goods, regia di Eddie Lyons e Lee Moran – cortometraggio (1916)
- Beer Must Go Down
- He Maid Me
- All Bets Off
- The Battle of Chili Con Carne
- Broke But Ambitious
- The Terrible Turk, regia di Louis W. Chaudet (1916)
- The Boy from the Gilded East
- Nobody Guilty
- A Silly Sultan
- Model 46
- With the Spirit's Help
- When the Spirits Fell
- Almost Guilty
- His Own Nemesis
- The Barfly
- Love and a Liar
- A Political Tramp
- Knights of a Bathtub
- How Do You Feel?
- The White Turkey
- Pass the Prunes
- Two Small Town Romeos
- It Sounded Like a Kiss
- Pretty Baby, regia di Louis Chaudet – cortometraggio (1916)

#### 1917
- Practice What You Preach, regia di Louis Chaudet – cortometraggio (1917)
- One Thousand Miles an Hour
- Treat 'Em Rough, regia di Louis Chaudet – cortometraggio (1917)
- A Macaroni Sleuth
- Why, Uncle!, regia di Louis Chaudet – cortometraggio (1917)
- His Wife's Relatives, regia di Louis Chaudet – cortometraggio (1917)
- A Hasty Hazing
- Down Went the Key
- A Million in Sight
- A Bundle of Trouble
- Some Specimens
- When the Cat's Away, regia di Louis Chaudet (1917)
- In Again, Out Again, regia di Al Christie (1917)
- Shot in the West
- Mixed Matrimony, regia di Louis Chaudet (1917)
- Under the Bed, regia di Louis Chaudet (1917)
- Follow the Tracks, regia di Louis Chaudet (1917)

- The Other Stocking

#### 1918
- A Pigskin Hero
- The Tail of a Cat
- The Guilty Egg
- Mum's the Word, regia di Eddie Lyons, Lee Moran – cortometraggio (1918)

- The Knockout, regia di Eddie Lyons, Lee Moran (1918)

#### 1919
- In the Good Old Days, regia di Eddie Lyons e Lee Moran (1919)

- The Lodge in the Wilderness, regia di Henry McCarty (1926)

#### 1920
- Officer, Call a Cop, regia di Eddie Lyons e Lee Moran (1920)

### Film o documentari dove appare Eddie Lyons
- Behind the Screen, regia di Al Christie – cortometraggio (1915)

### Regista

#### 1915
- Lizzie's Dizzy Career, co-regia di Horace Davey (1915)
- They Were on Their Honeymoon (1915)
- In a Jackpot (1915)
- His Only Pants (1915)
- Eddie's Little Nightmare (1915)
- Eddie's Awful Predicament (1915)
- Her Friend, the Milkman (1915)
- Wanted... A Chaperone (1915)
- He Fell in the Park (1915)

#### 1916
- The Newlyweds' Mix-Up (1916)
- Kill the Umpire, co-regia di Lee Moran (1916)
- Art for Art's Sake, co-regia di Lee Moran (1916)
- Caught with the Goods, co-regia di Lee Moran (1916)
- Beer Must Go Down, co-regia di Lee Moran (1916)
- He Maid Me, co-regia di Lee Moran (1916)
- All Bets Off, co-regia di Lee Moran (1916)

#### 1918
- A Pigskin Hero, co-regia di Lee Moran (1918)
- The Tail of a Cat, co-regia di Lee Moran (1918)
- The Guilty Egg, co-regia di Lee Moran (1918)
- Mum's the Word, co-regia di Lee Moran (1918)
- Whose Baby Are You?, co-regia di Lee Moran (1918)
- The Dodgers, co-regia di Lee Moran (1918)
- The One Horse Show, co-regia di Lee Moran (1918)
- A Ripping Time, co-regia di Lee Moran (1916)
- Stepping Some, co-regia di Lee Moran (1918)
- The Knockout, co-regia di Lee Moran (1918)
- Berth Control, co-regia di Lee Moran (1918)
- Bad News, co-regia di Lee Moran (1918)
- Shot in the Dumbwaiter, co-regia di Lee Moran (1918)
- Almost Welcome, co-regia di Lee Moran (1918)
- The Vamp Cure, co-regia di Lee Moran (1918)
- A Duck Out of Water, co-regia di Lee Moran (1918)
- Don't Shoot!, co-regia di Lee Moran (1918)
- Give Her Gas, co-regia di Lee Moran (1918)
- Damaged Goods, co-regia di Lee Moran (1918)
- The House Cleaning Horrors, co-regia di Lee Moran (1918)
- The Extra Bridegroom, co-regia di Lee Moran (1918)
- Hearts and Let Us, co-regia di Lee Moran (1918)
- Nearly a Chaperone, co-regia di Lee Moran (1918)
- Please Hit Me, co-regia di Lee Moran (1918)
- Frenzied Film, co-regia di Lee Moran (1918)
- The Price of a Rotten Time, co-regia di Lee Moran (1918)
- Nailed at the Plate, co-regia di Lee Moran (1918)
- Why Worry!, co-regia di Lee Moran (1918)
- Maid Wanted, co-regia di Lee Moran (1918)
- Guilty, co-regia di Lee Moran (1918)
- Don't Weaken!, co-regia di Lee Moran (1918)
- Camping Out, co-regia di Lee Moran (1918)
- Swat the Flirt, co-regia di Lee Moran (1918)
- Straight Crooks, co-regia di Lee Moran (1918)

#### 1919
- How's Your Husband?, co-regia di Lee Moran (1919)
- The Strike Breakers, co-regia di Lee Moran (1919)
- Sing, Rosa, Sing!, co-regia di Lee Moran (1919)
- Marry My Wife, co-regia di Lee Moran (1919)
- Kitchen Police, co-regia di Lee Moran (1919)
- Up the Flue, co-regia di Lee Moran (1919)
- His Body for Rent, co-regia di Lee Moran (1919)
- Mixed Tales, co-regia di Lee Moran (1919)
- Chicken a la King, co-regia di Lee Moran (1919)
- Lay Off!, co-regia di Lee Moran (1919)
- The Smell of the Yukon, co-regia di Lee Moran (1919)
- The Wife Breakers, co-regia di Lee Moran (1919)
- Skidding Thrones, co-regia di Lee Moran (1919)
- Scared Stiff, co-regia di Lee Moran (1919)
- The Expert Eloper, co-regia di Lee Moran (1919)
- Fun in 'A' Flat, co-regia di Lee Moran (1919)
- Three in a Closet, co-regia di Lee Moran (1919)
- The Bullshevicks, co-regia di Lee Moran (1919)
- His Friend's Trip, co-regia di Lee Moran (1919)
- Wise Wives, co-regia di Lee Moran (1919)
- A Model Husband, co-regia di Lee Moran (1919)
- Half and Half, co-regia di Lee Moran (1919)
- All in the Swim, co-regia di Lee Moran (1919)
- All Bound Around, co-regia di Lee Moran (1919)
- Waiting at the Church, co-regia di Lee Moran (1919)
- Penny Ante, co-regia di Lee Moran (1919)
- A Dog Gone Shame, co-regia di Lee Moran (1919)
- Heart Trouble, co-regia di Lee Moran (1919)
- Missing Husband, co-regia di Lee Moran (1919)
- Don't Kid Your Wife, co-regia di Lee Moran (1919)
- Oh! Oh! Nursie!, co-regia di Lee Moran (1919)
- Who's Her Husband?, co-regia di Lee Moran (1919)
- Tick Tock Man, co-regia di Lee Moran (1919)
- Ten Nights in a Tea Room, co-regia di Lee Moran (1919)
- Woes of a Woman, co-regia di Lee Moran (1919)
- Good Night, Ladies, co-regia di Lee Moran (1919)
- In the Good Old Days, co-regia di Lee Moran (1919)

#### 1920
- Sweet Patootie, co-regia Lee Moran (1920)
- Some Shimmiers, co-regia Lee Moran (1920)
- Sweet Dry and Dry, co-regia Lee Moran (1920)
- Bungled Bungalows, co-regia Lee Moran (1920)
- Ain't Nature Wonderful?, co-regia Lee Moran (1920)
- Non Skid Love, co-regia Lee Moran (1920)
- Old Clothes for New, co-regia Lee Moran (1920)
- The Latest in Pants, co-regia Lee Moran (1920)
- Officer, Call a Cop, co-regia Lee Moran (1920)
- Wives and Old Sweethearts, co-regia Lee Moran (1920)
- Stop That Shimmy, co-regia Lee Moran (1920)
- Oiling Uncle, co-regia Lee Moran (1920)
- Butting in on Baby, co-regia Lee Moran (1920)
- Downing an Uprising, co-regia Lee Moran (1920)
- Stop That Wedding, co-regia Lee Moran (1920)
- Somebody Lied, co-regia Lee Moran (1920)
- Pick Out Your Husband, co-regia Lee Moran (1920)
- Concrete Biscuits, co-regia Lee Moran (1920)
- Why Lee!, co-regia Lee Moran (1920)
- Too Many Burglars, co-regia Lee Moran (1920)
- Caught in the End, co-regia Lee Moran (1920)
- Everything But the Truth, co-regia Lee Moran (1920)
- La La Lucille, co-regia Lee Moran (1920)
- Once a Plumber, co-regia Lee Moran (1920)
- Fixed by George, co-regia Lee Moran (1920)

#### 1921
- A Shocking Night, co-regia di Lee Moran (1921)
- Blue Sunday, co-regia di Lee Moran (1921)
- Roman Romeos, co-regia di Lee Moran (1921)
- Peace and Quiet (1921)
- Oh, Daddy! (1921)

#### 1922
- Pardon Me (1922)
- Do You Take? (1922)
- Keep Moving (1922)
- My Mistake, co-regia di Eugene De Rue (1922)
- Fresh Paint (1922)
- Hands Up (1922)
- Why Not Now? (1922)
- Follow Me (1922)
- All Wrong, co-regia di Eugene De Rue (1922)
- Give Me Air (1922)
- That's It! (1922)
- No Luck (1922)
- All Is Fair (1922)
- A Lot of Bull (1922)
- The Fast Mail-Man (1922)

#### 1923
- For the Love of Tut (1923)
- Captain Applesauce (1923)
- Hot Foot (1923)
- Oh! Shoot (1923)
- No Danger (1923)
- Seeing Double (1923)
- Almost Married (1923)
- Oh, Teacher! (1923)

#### 1924
- Welcome, Uncle! – cortometraggio (1924)
- This Way Out – cortometraggio (1924)
- My Error – cortometraggio (1924)
- Only a Bill Collector – cortometraggio (1924)
- A Fake Alarm – cortometraggio (1924)
- Unmounted Policemen – cortometraggio (1924)
- Lucky Loser – cortometraggio (1924)
- Flapper Fever, co-regia di Ward Hayes – cortometraggio (1924)
- Be Brave – cortometraggio (1924)
- Once a Boob – cortometraggio (1924)
- Meet the Doctor – cortometraggio (1924)
- The Wrong Groom – cortometraggio (1924)
- The Dumbwaiter – cortometraggio (1924)
- Her Other Husband – cortometraggio (1924)

### Sceneggiatore (parziale)
- Treat 'Em Rough, regia di Louis Chaudet - soggetto (1917)
- When the Cat's Away, regia di Louis Chaudet - soggetto (1917)
- Under the Bed, regia di Louis Chaudet - soggetto (1917)
- In the Good Old Days, regia di Eddie Lyons e Lee Moran - soggetto (1919)
- Officer, Call a Cop, regia di Eddie Lyons e Lee Moran (1920)